# Alessandro Rocci
Alessandro Teresio Paolo Maria Rocci (Torino, 15 gennaio 1813 – Cosenza, ottobre 1861) è stato un militare e politico italiano.

## Biografia
Combatté nella Prima e nella Seconda guerra d'indipendenza italiana, venendo decorato con la Medaglia d'argento al Valor Militare e Ufficiale dell'Ordine dei Santi Maurizio e Lazzaro. Nel 1859 venne nominato comandante della 33ª Divisione fanteria "Acqui". Nel 1860 fu insignito delle insegne di Ufficiale dell'Ordine della Legion d'Onore e della Medaglia commemorativa della campagna d'Italia del 1859.
Fu Deputato del Regno di Sardegna nella IV legislatura, eletto nel collegio di Felizzano. 